# Cejle
Obec Cejle (německy Zeil) se nachází v okrese Jihlava v Kraji Vysočina. Žije zde 521 obyvatel.

## Název
Název se vyvíjel od varianty Czaylam, Ceil a Ceila (1360), Czeil (1361), de Ceylla (1368), Czeyla (1369), czayle (1379), Czayl (1390), czeyle (1415), Zeil, Zeilen (1790), Zeil a Zeyl (1842), Cejly (1848, 1854) a Cejl (1904). Místní jméno vzniklo z německého slova zeile (řádka, čára, ulice a třída) a odvozeno je podle toho, že domy byly postaveny v řadě. Pojmenování je rodu ženského, čísla jednotného, genitiv zní Cejle.

## Historie
První písemná zmínka o obci pochází z roku 1360.
V letech 1961–1990 sem jako místní část patřila vesnice Dvorce. Od 1. ledna 1968 k obci přísluší Hutě.

## Přírodní poměry
Cejle leží v okrese Jihlava v Kraji Vysočina. Nachází se 2,5 km jižně od Mirošova, jihozápadně 8,5 km od Jihlavy a 2 km od Dvorců, 3 km severozápadně od Kostelce, 3,5 km severně od Dolní Cerekve a 3 km východně od Hutí. Geomorfologicky je oblast součástí Česko-moravské subprovincie, konkrétně Křemešnické vrchoviny a na rozmezí jejích podcelků Humpolecká vrchovina a Pacovské pahorkatiny, v jejichž rámci spadá pod geomorfologické okrsky Čeřínecká vrchovina a Rohozenská kotlina. Průměrná nadmořská výška činí 546 metrů. Nejvyšší bod, Na Vršku (580 m n. m.), leží jižně od obce. Cejlí protéká bezejmenný potok, který se východně od obce vlévá do řeky Jihlavy, která tvoří východní hranici katastru. V místní části Hutě se nachází přírodní památka Přední skála a památná lípa velkolistá.

## Obyvatelstvo
Podle sčítání 1921 zde žilo v 76 domech 539 obyvatel, z nichž bylo 279 žen. 519 obyvatel se hlásilo k československé národnosti, 17 k německé. Žilo zde 539 římských katolíků.
| Rok            | 1869 | 1880 | 1890 | 1900 | 1910 | 1921 | 1930 | 1950 | 1961 | 1970 | 1980 | 1991 | 2001 | 2006 | 2014 |
| Počet obyvatel | 670  | 656  | 651  | 688  | 646  | 670  | 678  | 485  | 478  | 405  | 407  | 379  | 393  | 416  | 492  |

| Rok            | 1869 | 1880 | 1890 | 1900 | 1910 | 1921 | 1930 | 1950 | 1961 | 1970 | 1980 | 1991 | 2001 |
| Počet obyvatel | 496  | 497  | 494  | 540  | 502  | 539  | 564  | 447  | 450  | 387  | 397  | 377  | 392  |

## Obecní správa a politika

### Části obce a členství ve sdruženích
Obec je rozdělena na dvě části: Cejle a Hutě. Dále má tři katastrální území pojmenované „Cejle“, „Hutě“ a „Kostelecký Dvůr“ (přiléhá k sousední obci Kostelec) a tři stejně pojmenované základní sídelní jednotky.
Cejle je členem Mikroregionu Dušejovsko a místní akční skupiny Třešťsko.

### Zastupitelstvo a starosta
Obec má devítičlenné zastupitelstvo, v jehož čele stojí starostka Pavlína Nováková, která 31. července 2012 nahradila Františka Němce, který funkci vykonával od voleb 2010, v letech 2006-2010 byla starostkou Dana Poláčková.
| Období    | Voliči | Účast v % | Mandáty | Výsledky                                                                                | Starosta                                                          |
| --------- | ------ | --------- | ------- | --------------------------------------------------------------------------------------- | ----------------------------------------------------------------- |
| 2002–2006 | 320    | 74,38     | 9       |                                                                                         | František Němec                                                   |
| 2006–2010 | 342    | 66,96     | 9       |                                                                                         | Dana Poláčková                                                    |
| 2010–2014 | 368    | 75,00     | 9       | 4 SNK Evropští demokraté 3 Nez. kandidáti za rozvoj obce 2 Nezávislí kandidáti pro obec | František Němec (do 31. 7. 2012) Pavlína Nováková (od 1. 8. 2012) |
| 2014–2018 | 402    | 71,64     | 9       | 7 SNK Cejle 2 SNK Evropští demokraté                                                    | Pavlína Nováková                                                  |

### Znak a vlajka
Právo užívat znak a vlajku bylo obci uděleno rozhodnutím Poslanecké sněmovny Parlamentu České republiky dne 12. dubna 2013.
Znak: V zeleném štítě děleném sníženým zúženým zlatým břevnem nahoře mezi dvěma stříbrnými listnatými stromy se zlatými kmeny zlatý latinský kříž se středem přeloženým stříbrnou perlou a dolním ramenem zakončeným hrotem. Dole stříbrný mlýnský kámen.
Vlajka: List tvoří tři vodorovné pruhy, zelený, žlutý a zelený, v poměru 5 : 1 : 4. V horním pruhu u žerďového okraje žlutý latinský kříž se středem přeloženým bílou perlou a dolním ramenem zakončeným hrotem. V dolním pruhu u žerďového okraje bílé mezikruží. Poměr šířky k délce listu je 2 : 3.

## Hospodářství a doprava
V obci sídlí firmy ELNA-renovace s.r.o., KOF TRANS s.r.o., PANTHER's - makléřská pojišťovací společnost s.r.o., PARTNER P&J s.r.o. a ENIAK, spol. s r.o. V Cejli se nachází Sběrný dvůr elektroodpadu Cejle. Obcí prochází silnice III. třídy č. 0395 (z Kostelce do Dvorců). Dopravní obslužnost zajišťuje dopravce ICOM transport. Autobusy jezdí ve směrech Jihlava, Telč, Rohozná, Jihlávka, Počátky a Batelov. Obcí prochází cyklistická trasa č. 5090 (z Hutí do Kostelce) a červeně značená turistická trasa z Čeřínku do Dvorců a modrá z Dolní Cerekve.

## Školství, kultura a sport
V obci se nachází Základní a mateřská škola Cejle. Základní škola je jednotřídní od 1. do 5. ročníku. Při zvýšeném počtu žáků funguje jako dvoutřídní. Kapacita školy je 40 žáků. Do zdejší školy docházejí i děti z Dvorců a místní části Hutě. Kapacita mateřské školy činí 28 dětí.
V budově obecního úřadu sídlí místní knihovna Cejle. Působí zde Sbor dobrovolných hasičů Cejle, který měl v roce 2014 20 členů, a Myslivecké sdružení Skalka. Sportovní šachový klub Cejle má dvě družstva. Tělovýchovná jednota Cejle vznikla v roce 1933. TJ Cejle A hraje fotbalový Okresní přebor Jihlava, tým B hraje v roce 2014/2015 IV. třídu mužů skupina B.

## Pamětihodnosti
- kaplička svaté Markéty na návsi nad rybníkem
- smírčí kámen, upravený jako podstavec litinového kříže. Stojí v zahradě nedaleko obecního úřadu[30]
- pomník padlým v 1. světové válce

## Galerie

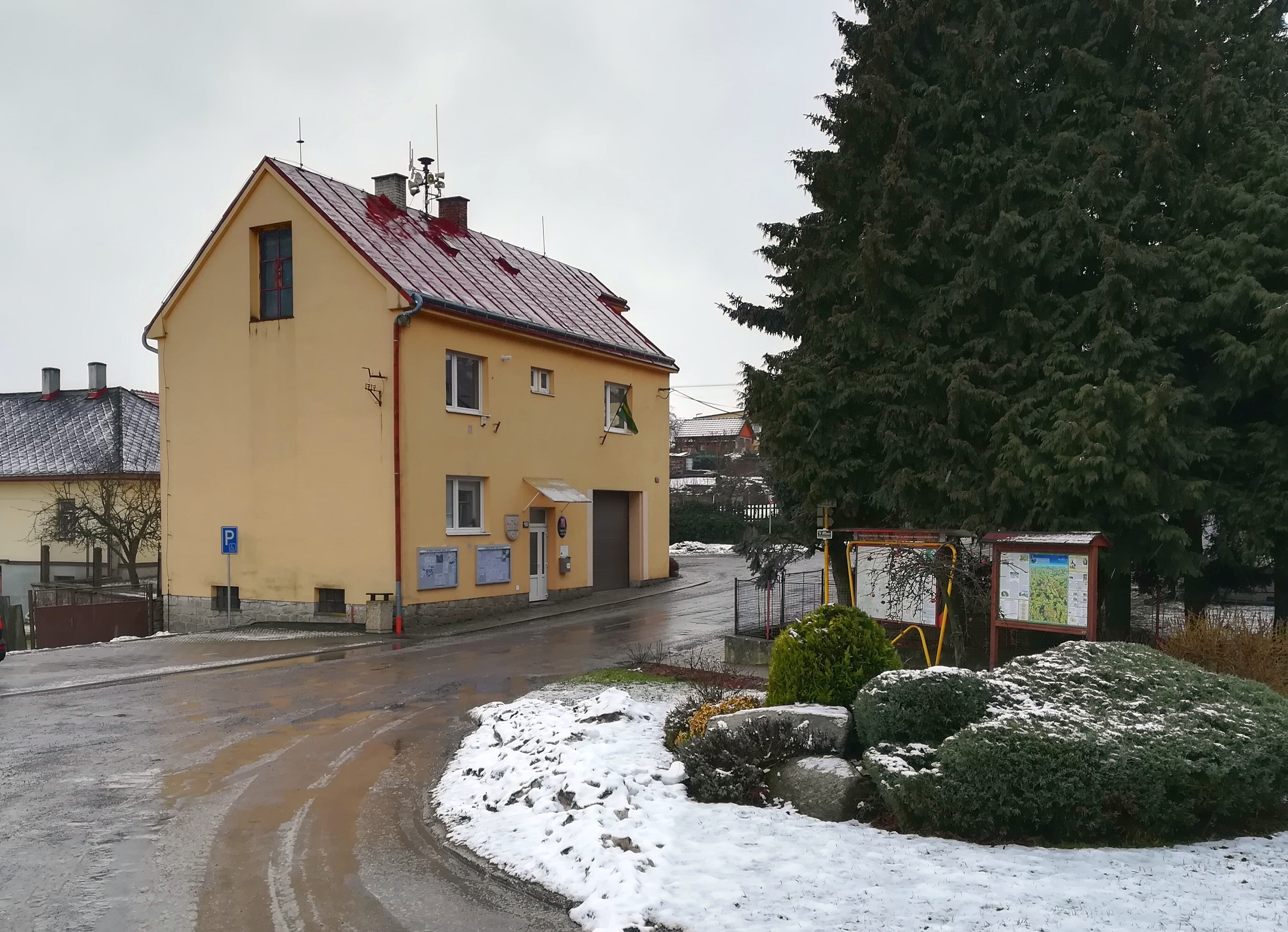
obecní úřad
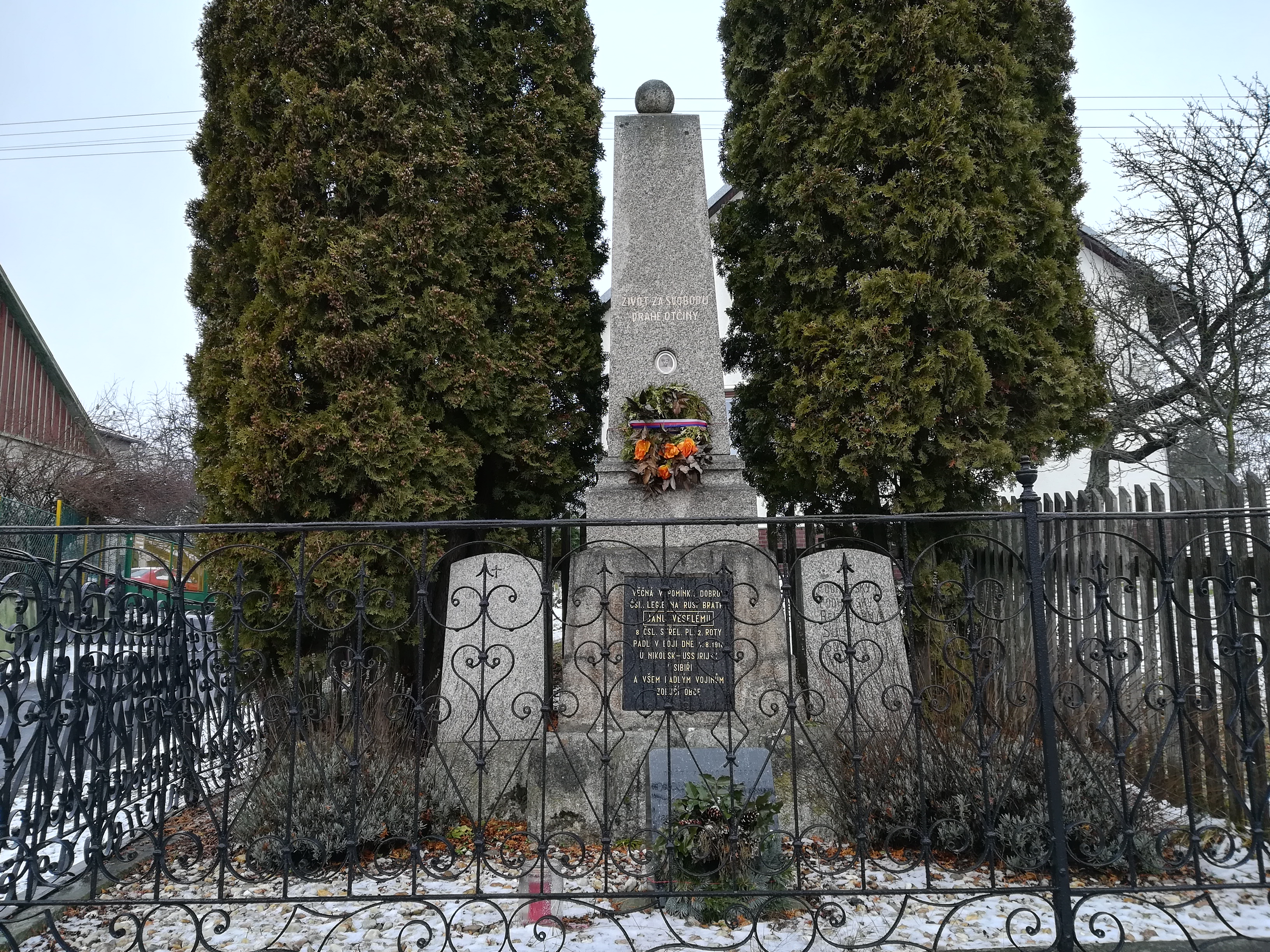
pomník padlým v 1. světové válce
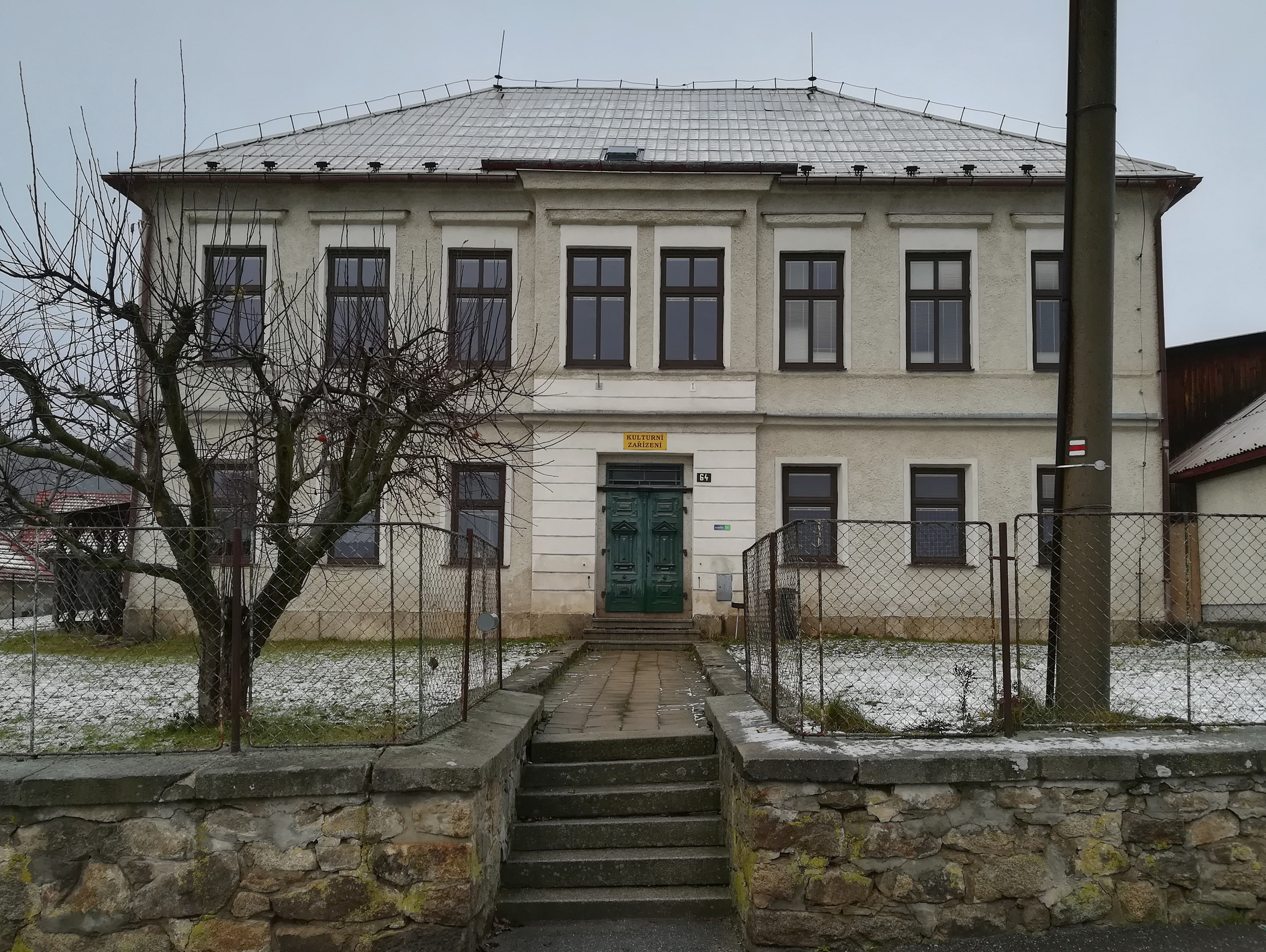
bývalá škola čp. 64
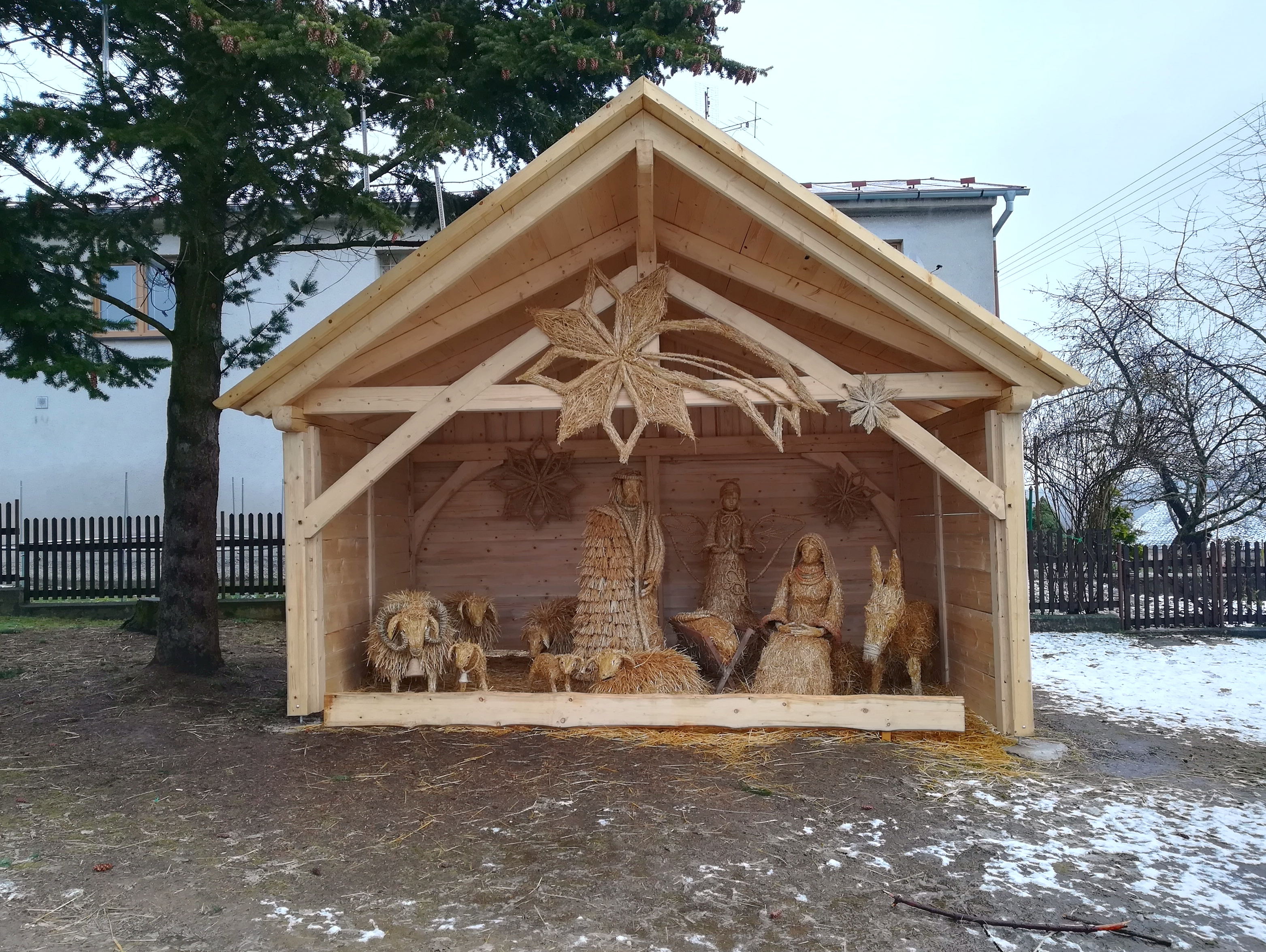
vánoční betlém z roku 2018